# Rupicola sprengelioides
Rupicola sprengelioides är en ljungväxtart som beskrevs av Joseph Henry Maiden. Rupicola sprengelioides ingår i släktet Rupicola och familjen ljungväxter. Inga underarter finns listade i Catalogue of Life.

## Bildgalleri

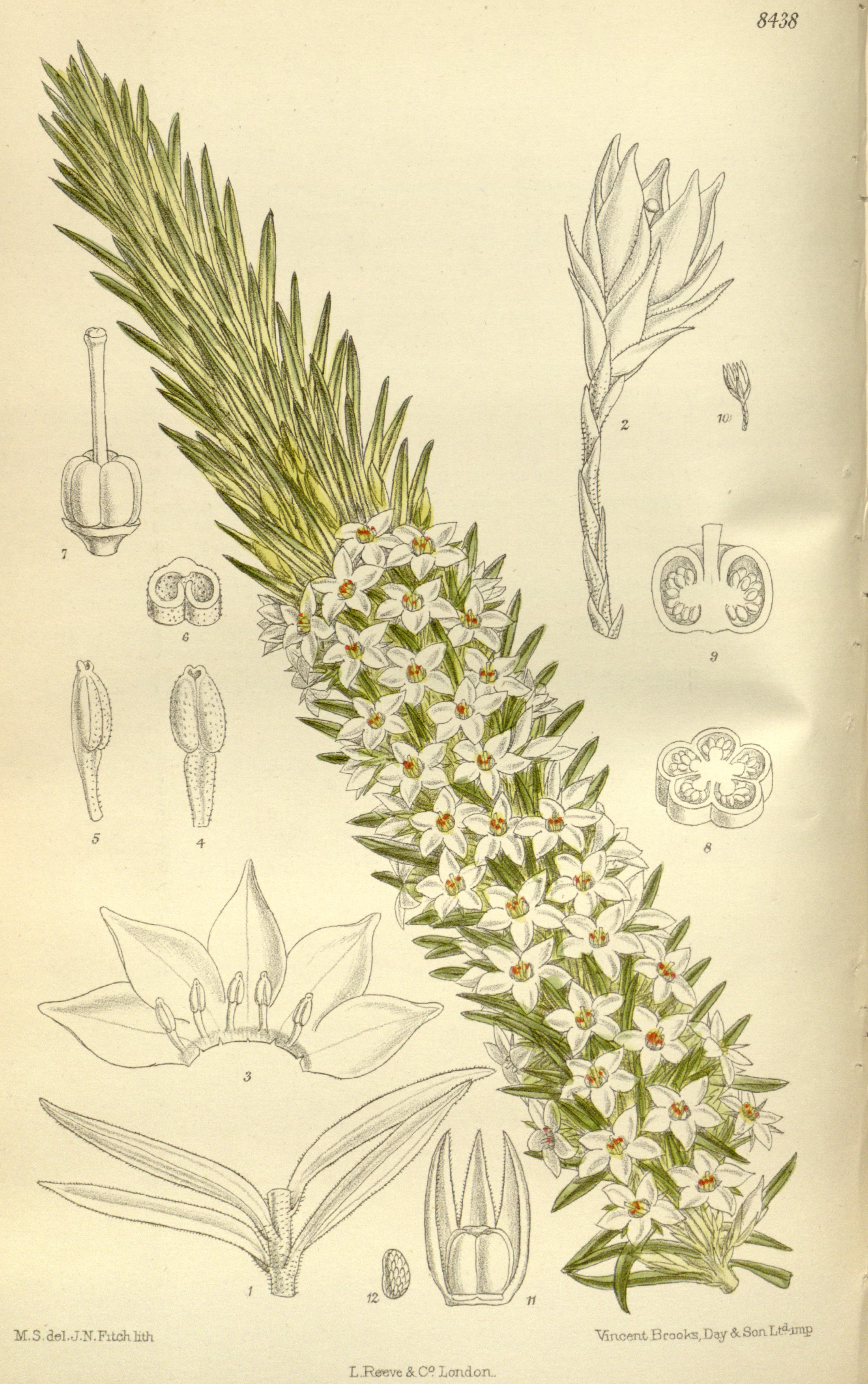